# I Korpus
Il I Korpus proletario, in cirillico Први пролетерски корпус, in serbo-croato Prvi proleterski korpus, fu un corpo d'armata dell'Esercito Popolare di Liberazione della Jugoslavia, costituito il 5 ottobre 1943 in Bosnia centrale per combattere contro le forze occupanti tedesche durante la Seconda guerra mondiale sul fronte jugoslavo.
La formazione contribuì alla liberazione della Serbia e di Belgrado nel settembre-ottobre 1944 ed entrò a far parte, nella fase finale della guerra, della 1ª Armata jugoslava.

## Storia
Il I Korpus proletario dell'Esercito di liberazione venne ufficialmente costituito il 5 ottobre 1943 in Bosnia centrale dove erano raggruppate, dopo la drammatica ritirata della battaglia della Sutjeska, le forze partigiane principali con il quartier generale del comando supremo di Tito. La nuova formazione venne originariamente costituita con la 1ª Divisione proletaria e con la 6ª Divisione della Lika che all'inizio disponevano insieme di circa 8.000 partigiani uomini e donne.
Il primo comandante del corpo fu Koča Popović, che in precedenza aveva guidato la 1ª Brigata proletaria e la 1ª Divisione proletaria; il commissario politico fu Mijalko Todorović. La nuova formazione entrò per la prima volta in azione nei combattimenti dell'inverno 1943-44 nel territorio di Banja Luka e di Jajce che si conclusero, dopo battaglie dall'esito alterno, con la ritirata dei partigiani che il 7 gennaio 1944 dovettero evacuare la "capitale" di Tito, Jajce, e ripiegare in una nuova zona libera intorno a Drvar e Bosanski Petrovac.
Il I Korpus venne quindi schierato in posizione di copertura per proteggere il nuovo quartier generale di Tito a Dvar; Koča Popović installò il suo posto di comando a Mokri Nogi, circa sei chilometri a valle di Dvar, mentre le due divisioni furono posizionate nel territorio intorno alla "capitale" partigiana; la formazione più vicina al posto di comando di Tito, situato in una grotta a nord-est di Drvar, era una brigata della 6ª Divisione della Lika. Al momento dell'operazione Rösselsprung, l'audace attacco combinato aviotrasportato e terrestre sferrato dai tedeschi a partire dal 25 maggio 1944 per distruggere il quartier generale partigiano e catturare o uccidere Tito, furono quindi le unità del I Korpus che intervennero e combatterono aspramente per evitare il disastro e proteggere il capo dell'Esercito di liberazione. Le prime formazioni ad intervenire furono le brigate della 6ª Divisione della Lika che marciarono direttamente su Drvar, mentre la 1ª Divisione proletaria combatté ad est della città per frenare l'avanzata tedesca via terra; dopo battaglie drammatiche e sanguinose, i partigiani del I Korpus riuscirono a guadagnare tempo e protessero la fuga di Tito e del quartier generale prima di ripiegare a sud, evacuando il territorio di Drvar.

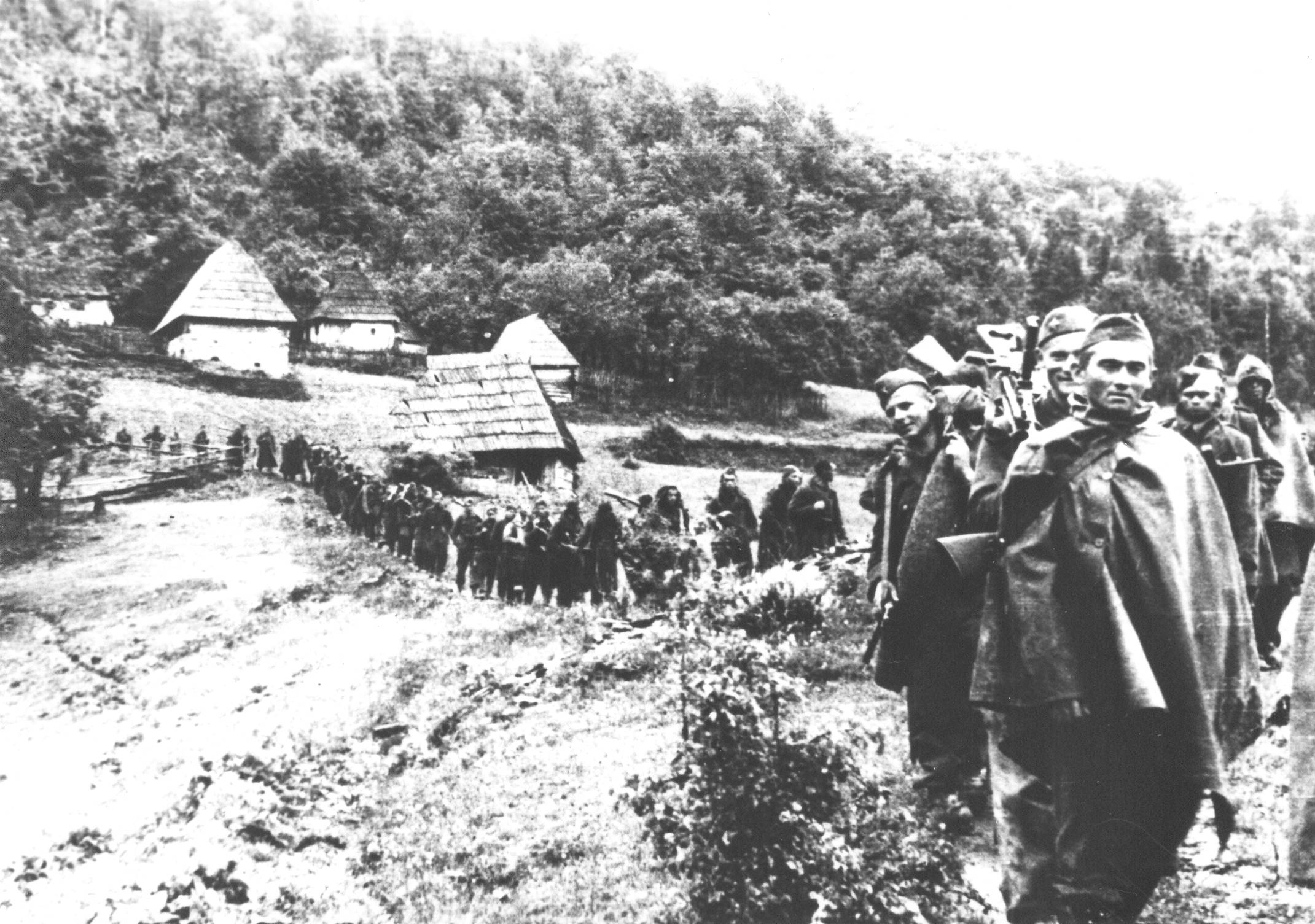
Partigiani nel settore di Drvar durante l'operazione Rösselsprung

Dopo le battaglie di maggio-giugno 1944 in Bosnia centrale, il I Korpus venne riorganizzato e nel luglio passò al comando di Peko Dapčević mentre Popović si trasferiva in Serbia meridionale per dirigire le forze partigiane impegnate in quella regione. Al I Korpus venne assegnata la missione decisiva di entrare in Serbia da ovest, passando dal Sangiaccato e dall'Erzegovina, e marciare su Belgrado in collegamento con le unità meccanizzate dell'Armata Rossa che stavano avanzando da oriente. Per questa missione il corpo d'armata venne rafforzato con l'arrivo il 15 settembre 1944 di tre nuove divisioni: la 5ª Divisione della Craina, la 17ª Divisione bosniaca orientale e la 21ª Divisione serba; in questo modo la forza numerica del I Korpus salì prima a 21.000 partigiani e in ottobre a circa 32.000 combattenti.
I reparti del I Korpus iniziarono l'offensiva in Serbia con la liberazione di Valjevo il 13 settembre; dopo altri combattimenti contro tedeschi e cetnici, i partigiani entrarono a Mladenovac dove si collegarono per la prima volta con i sovietici; il 13 ottobre 1944 Peko Dapčević poté comunicare al quartier generale i risultati raggiunti e iniziare con il I Korpus l'ultima fase dell'offensiva di Belgrado. Guidati dai reparti della 1ª Divisione proletaria, le formazioni del I Korpus liberarono la capitale dopo aspri combattimenti entro il 20 ottobre 1944.
Nell'ultima fase della guerra di liberazione l'ordine di battaglia del I Korpus venne ripetutamente modificato; alla fine di ottobre 1944 la 17ª Divisione bosniaca orientale venne trasferita al raggruppamento di forze meridionale impegnato in direzione di Sarajevo, mentre dal 28 ottobre al 3 dicembre 1944 entrò a far parte la 28ª Divisione della Slavonia; infine il 2 dicembre arrivò la 2ª Divisione proletaria facendo salire gli effettivi del I Korpus a 50.000 partigiani uomini e donne. Nel quadro del potenziamento dell'esercito popolare e della sua trasformazione in forza armata regolare idonea a combattimenti convenzionali, il 1 gennaio 1945 il I Korpus entrò a far parte della nuova 1ª Armata jugoslava.
Il I Korpus trascorse gli ultimi mesi di guerra sul difficile fronte dello Srem, impegnato in una logorante e faticosa guerra di posizione contro le esperte truppe tedesche, caratterizzata da numerosi insuccessi e piccoli progressi; finalmente nell'aprile 1945 l'intera 1ª Armata poté rimettersi in movimento e, dopo lo sfondamento delle linee dello Srem, concludere la guerra di liberazione con l'avanzata finale fino a Zagabria che venne raggiunta il 9 maggio 1945.